# تشو إيون-غونج
تشو إيون-غونج (الكورية: 조은정) هي لاعب هوكي الحقل كورية جنوبية، ولدت في 22 سبتمبر 1971.

## وصلات خارجية
- تشو إيون-غونج على موقع أوليمبيديا (الإنجليزية)